# اکنون از دست رفته
اکنون از دست رفته (به انگلیسی: Gone Now) دومین آلبوم اثر گروه ایندی پاپ بلیچرز است که در تاریخ ۲ ژوئن ۲۰۱۷ منتشر شد.

## فهرست ترانه‌ها
| شماره      | نام                                        | مدت   |
| ---------- | ------------------------------------------ | ----- |
| ۱.         | «رؤیای مانتوی میکی»                        | ۳:۱۰  |
| ۲.         | «صبح بخیر»                                 | ۳:۱۳  |
| ۳.         | «از اینکه من را می‌شناسی متنفر باش»         | ۳:۰۶  |
| ۴.         | «پول نگیر»                                 | ۳:۳۶  |
| ۵.         | «همه کسی را گم کرده‌اند»                    | ۳:۵۵  |
| ۶.         | «همه قهرمانان من»                          | ۳:۰۴  |
| ۷.         | «بیا ازدواج کنیم»                          | ۳:۰۶  |
| ۸.         | «خداحافظ»                                  | ۲:۵۷  |
| ۹.         | «دلم برای اون روزا تنگ شده»                | ۳:۳۸  |
| ۱۰.        | «هیچ چیز U نیست»                           | ۲:۲۳  |
| ۱۱.        | «من آماده حرکت هستم / میکی مانترا Reprise» | ۴:۲۴  |
| ۱۲.        | «دختران خارجی»                             | ۴:۰۱  |
| مجموع مدت: | مجموع مدت:                                 | ۴۰:۳۴ |